# Friedrich Karl Wunder

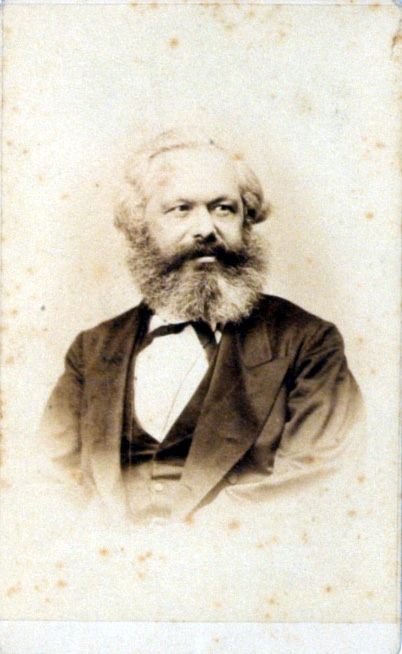
Friedrich Karl Wunder: Karl Marx, 1867, Hannover

Friedrich Karl Wunder ( 27. října 1815 v Bayreuthu - 30. prosince 1893 v Hannoveru) byl litografem a také prvním a nejznámějším hannoverským fotografem v 19. století. Vytvořil množství portrétů významných osobností a důležité obrazové dokumenty k dějinám města Hannover.
Friedrich Wunder byl považován až do své smrti za nestora německých fotografů.

## Rodina
- Dědeček: Friedrich Wilhelm Wunder (1742–1828) byl známým malířem, kresličem a přírodovědcem.
- Otec: Johann Friedrich Wilhelm Wunder (1778–1842) byl správcem přírodovědných sbírek na dvoře v Bayreuthu, údajně také právníkem, protože je v rodokmenu uváděn též jako zemský soudce v Münchebergu.[2]
- Dvojčata Ida a Dora Wunderovy (* 24. října 1842 v Hannoveru).[3]
- Syn Otto Wunder (1844–1921) roku 1870 otevřel vlastní fotoateliér v Hannoveru nejprve v ulici Schillerstraße, později v Königstraße.
- Syn Carl Ludolph Ferdinand Wunder (* 8. listopadu 1849).
- Syn Karl Friedrich Wunder roku 1875 převzal otcův závod a nechal si v letech 1878/79 postavit v ulici Friedrichstraße Wunder-Haus, obytný dům s obchodem.
- Nejmladší syn Hermann Wunder (* 1853)[3] se stal také fotografem a ve 20 letech odešel do Filadelfie.

## Život
O jeho dětství není známo skoro nic. Zřejmě získal vzdělání zaměřené uměleckým směrem, vyučil se litografem. V tomto oboru pracoval od roku 1835 v Baumgartenově tiskárně, o pět let později (1840) po smrti majitele G. Fr. Baumgarta převzal její vedení.
21. listopadu 1841 získal občanská práva města Hannover a 22. ledna 1842 se oženil s Louise Baumgarte.
Od roku 1841 podnikal první pokusy v oboru daguerrotypie, kolem 1844 otevřel fotoateliér v tiskárně ve starém městě (Marktstraße 440, po změně číslování roku 1845 č. 24).
Roku 1846 vytiskl „Plán královského sídelního města Hannover“ od Andrease Christopha Friedricha Sohnrey s nově vybudovaným hlavním nádražím.
Roku 1854 se účastnil průmyslové výstavy ve skleněném paláci v Mnichově.
Roku 1856 získal dům č. 3 na Nové cestě. 1859 byla tiskárna prodána. 
Krátce po založení Fotografického svazu v Berlíně roku 1863 byl v letech 1864 až 1868 jeho členem.
Roku 1868 obdržel medaili za své práce, jež zaslal na 2. výstavu fotografických prací v Hamburku.
Friedrich Wunder byl pohřben se svou ženou v rodinném hrobě zakoupeném již roku 1869 na Engesohderském hřbitově v Hannoveru, později sem přibyli i synové Karl a Otto.

## Dílo
K jeho nejznámějším dílům patří:
- daguerrotypie šestnáctiletého Wlhelma Busche z roku 1848 (Originál v majetku Německého muzea karikatury a kreslířství Wilhelma Busche v Hannoveru)[8]

- dvě fotografické vizitky Karla Marxe z roku 1867. Jedna zepředu, kde Marx píše, jedna z profilu. Oba snímky vznikly koncem dubna 1867, kdy Marx pročítal první korektury svého Kapitálu u svých přátel, gynekologa Louis Kugelmanna a jeho ženy Gertrudy.[9]

- fotografie Louise Kugelmanna[10]

- dvě fotografie Franzisky Kugelmann, které byly dlouho pokládány za snímky Marxovy dcery Jenny[11]

## Vyznamenání
Roku 1868 mu byla udělena bronzová medaile na fotografické výstavě v Hamburku.

## Galerie

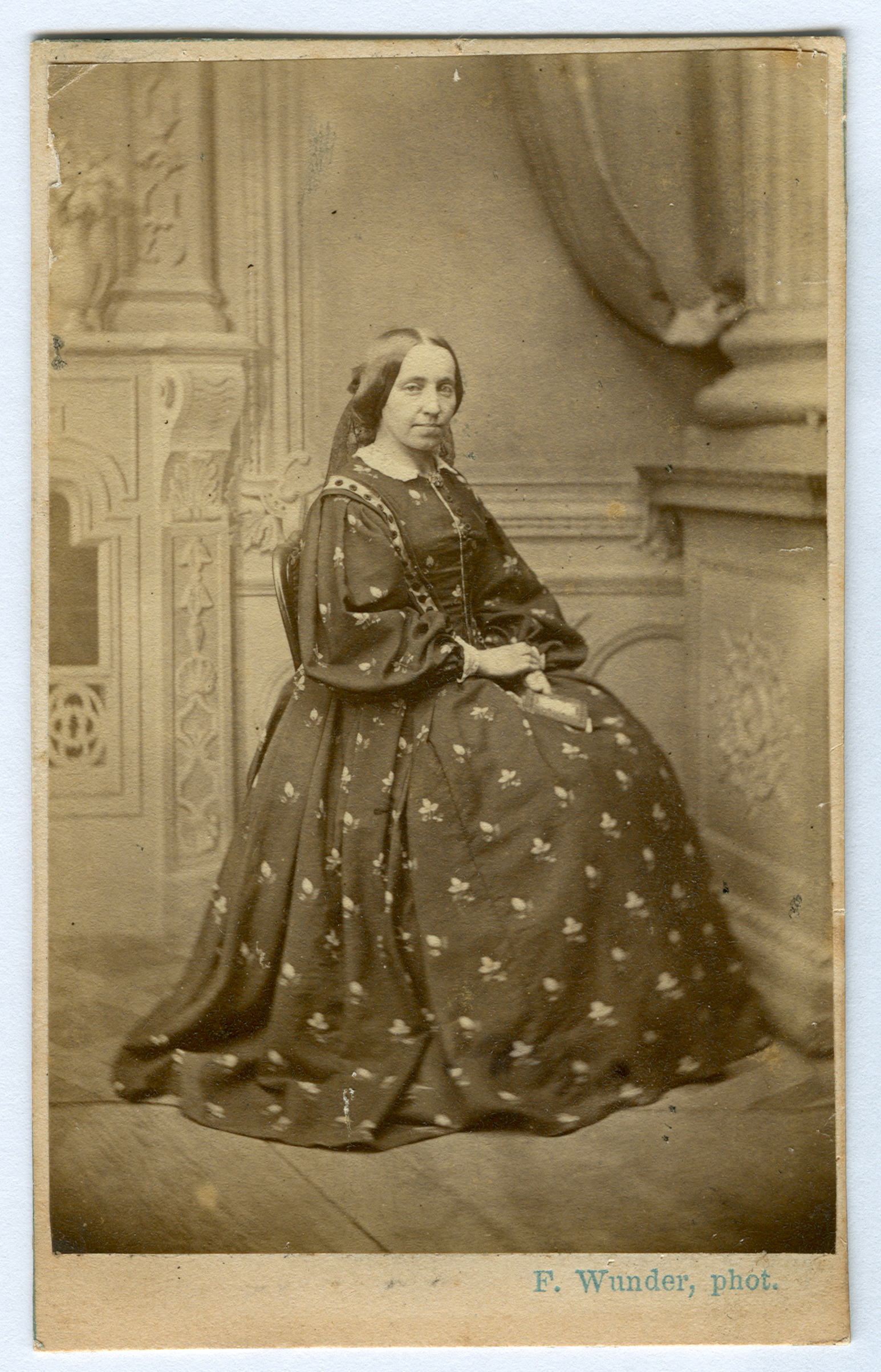
Paulien, fotografická vizitka, asi 1865
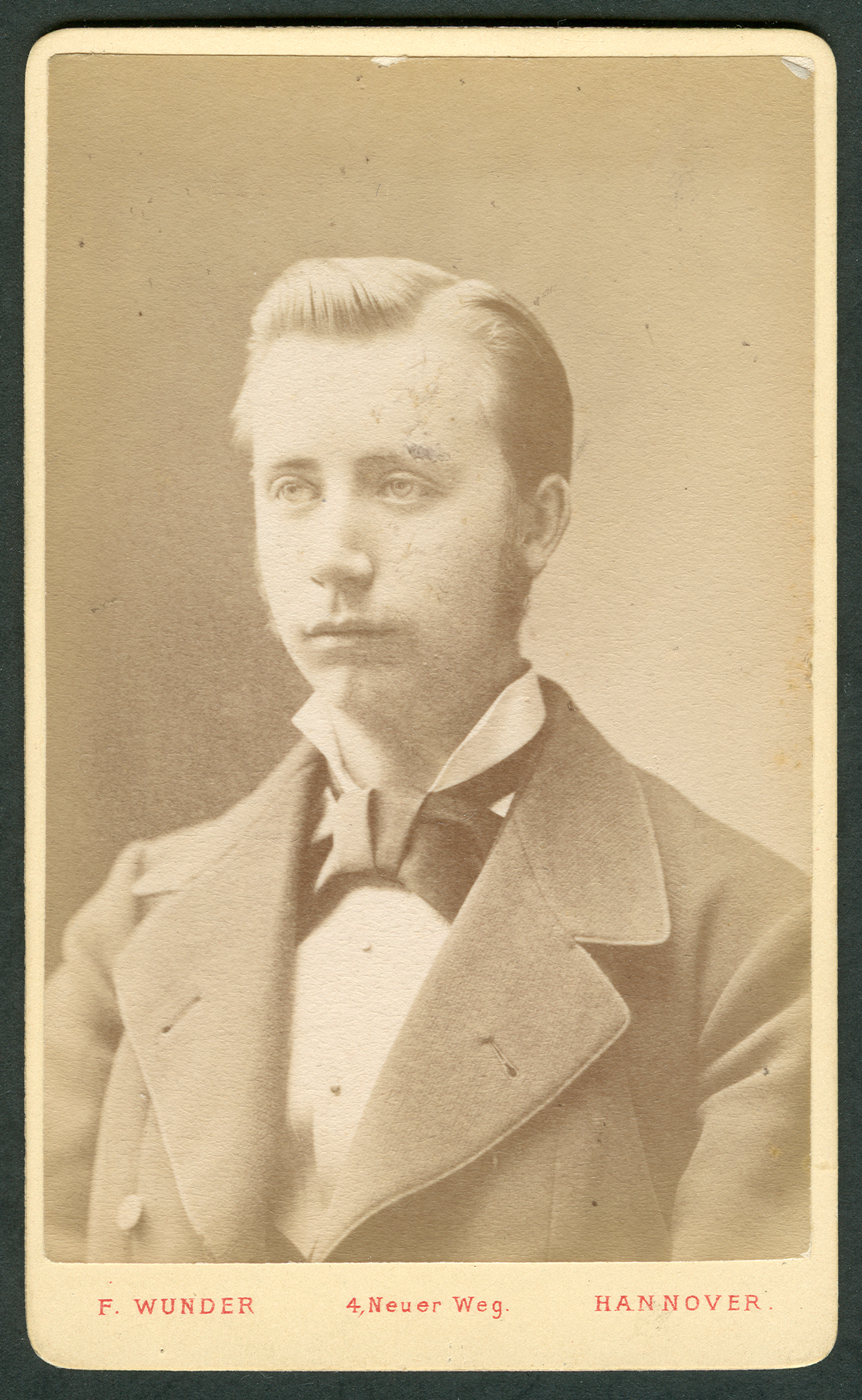
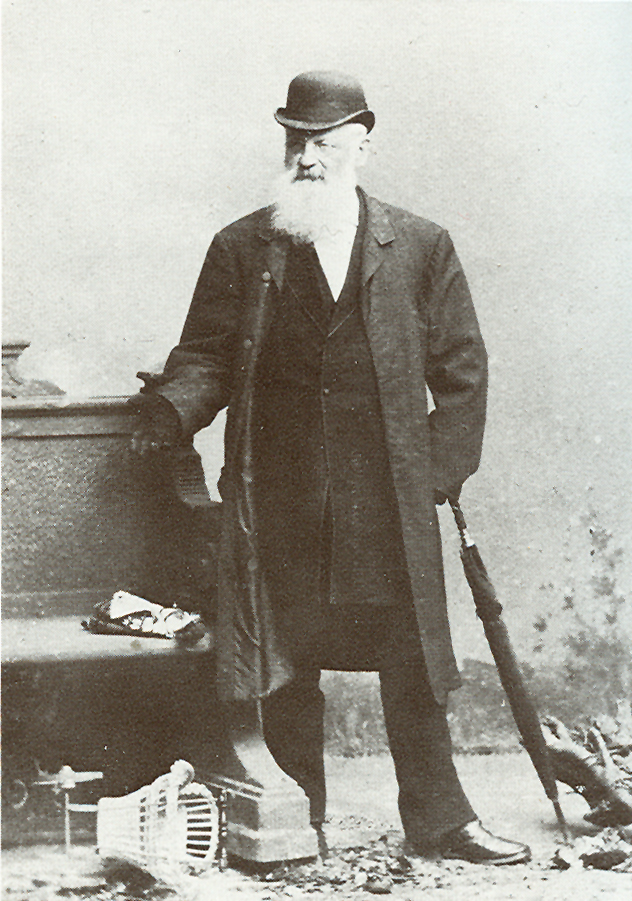
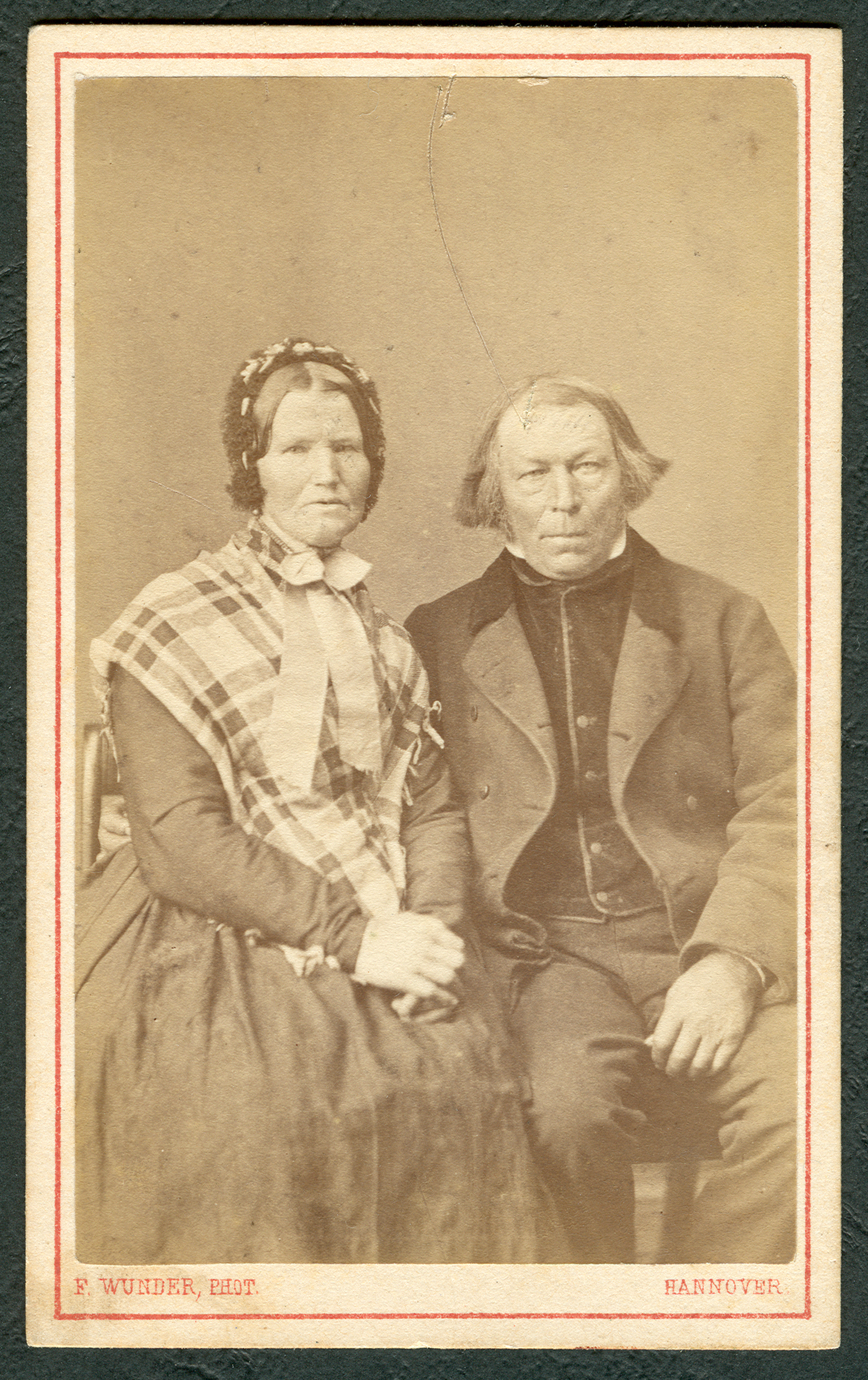
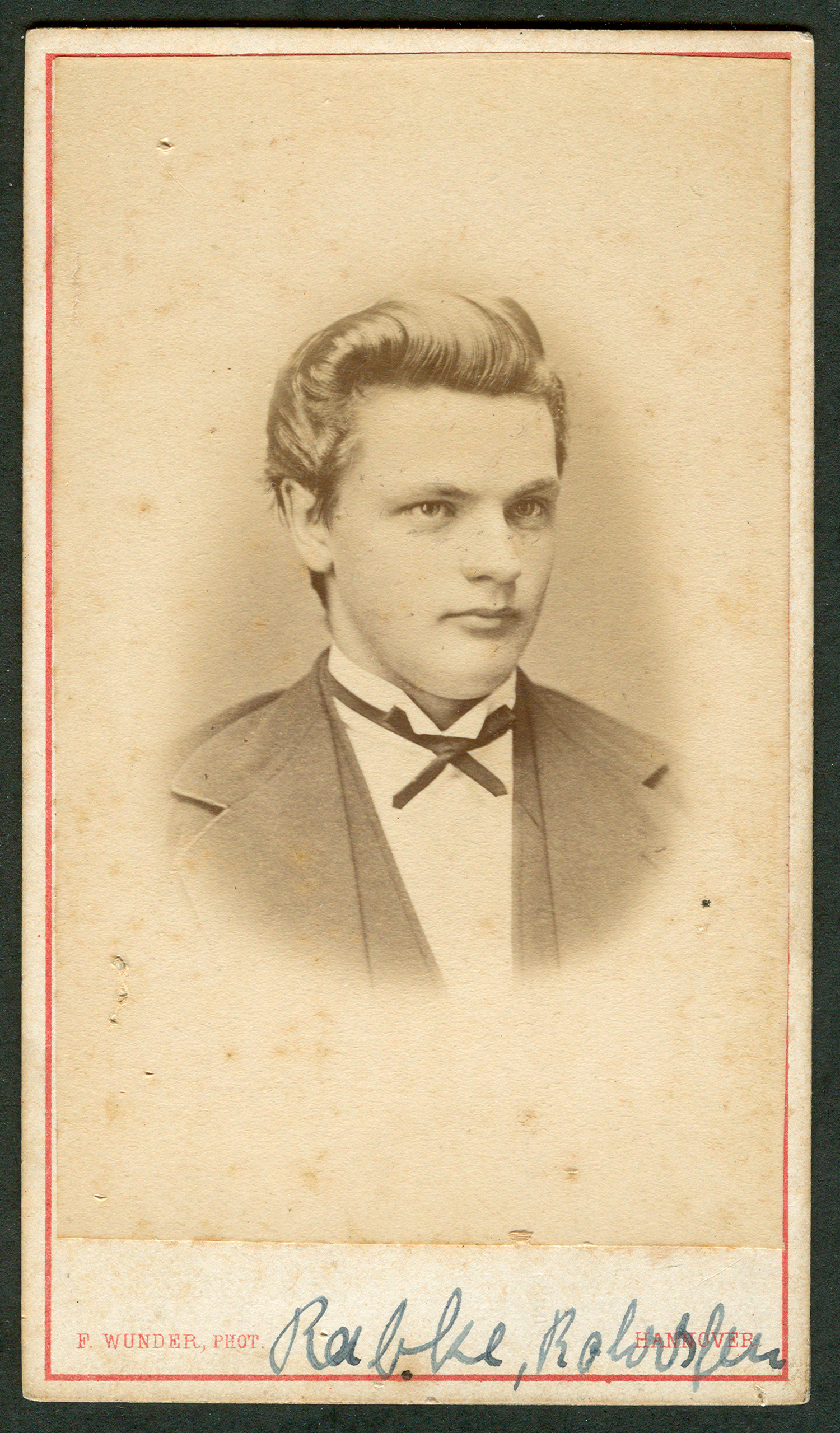
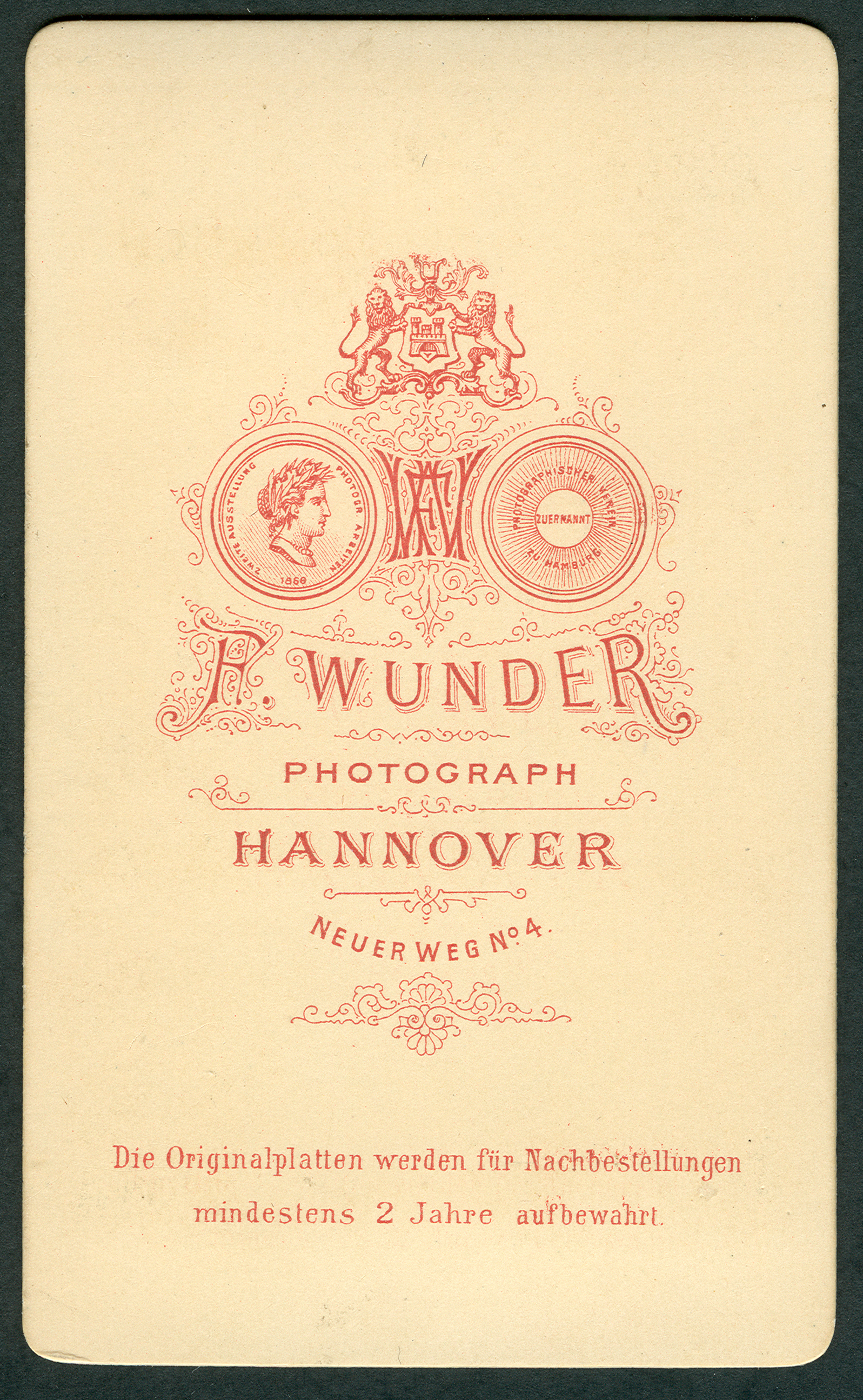
Zadní strana fotografické vizitky